# Añasco Abajo
Añasco Abajo es un barrio ubicado en el municipio de Añasco en el estado libre asociado de Puerto Rico. En el Censo de 2010 tenía una población de 6 habitantes y una densidad poblacional de 1,35 personas por km².

## Geografía
Añasco Abajo se encuentra ubicado en las coordenadas 18°16′32″N 67°10′24″O / 18.27556, -67.17333. Según la Oficina del Censo de los Estados Unidos, Añasco Abajo tiene una superficie total de 4.44 km², de la cual 4.13 km² corresponden a tierra firme y (7.05%) 0.31 km² es agua.

## Demografía
Según el censo de 2010, había 6 personas residiendo en Añasco Abajo. La densidad de población era de 1,35 hab./km². De los 6 habitantes, Añasco Abajo estaba compuesto por el 33.33% blancos y el 66.67% eran afroamericanos. Del total de la población el 100% eran hispanos o latinos de cualquier raza.